# Márcio Fernandes
Márcio Fernandes (Santos, 24 de marzo de 1962) es un exfutbolista y entrenador brasileño, se desempeñaba como delantero y se retiró en 1990.

## Trayectoria
| Futbolista        |                  |      |        |
| País              | Club             | Año  | Año    |
| Bandera de Brasil | Santos           | 1978 | 1980   |
| Bandera de Brasil | Paysandu         | 1981 | 1981   |
| Bandera de Brasil | Santos           | 1982 | 1984   |
| Bandera de Brasil | Santo André      | 1985 | 1985   |
| Bandera de Brasil | Rio Branco-SP    | 1986 | 1986   |
| Bandera de Brasil | Ferroviária      | 1986 | 1986   |
| Bandera de Brasil | XV de Piracicaba | 1987 | 1990   |
| Entrenador        |                  |      |        |
| País              | Club             | Año  | Año    |
| Bandera de Brasil | Sãocarlense      | 2000 | 2000   |
| Bandera de Brasil | Santos (Sub-20)  | 2003 | 2008   |
| Bandera de Brasil | Santos           | 2008 | 2009   |
| Bandera de Brasil | Fortaleza        | 2009 | 2009   |
| Bandera de Brasil | Red Bull Brasil  | 2010 | 2011   |
| Bandera de Brasil | Comercial        | 2011 | 2012 - |
| Bandera de Brasil | Brasiliense      | 2012 | 2013   |
| Bandera de Brasil | Guarani          | 2014 | 2014   |
| Bandera de Brasil | Vila Nova        | 2015 | 2016   |
| Bandera de Brasil | Botafogo-SP      | 2016 | 2016   |
| Bandera de Brasil | Linense          | 2017 | 2017   |
| Bandera de Brasil | XV de Piracicaba | 2017 | 2017   |
| Bandera de Brasil | ABC              | 2017 | 2017   |
| Bandera de Brasil | Joinville        | 2018 | 2018   |
| Bandera de Brasil | Aparecidense     | 2019 | 2019   |
| Bandera de Brasil | Remo             | 2019 | 2019   |
| Bandera de Brasil | Brasiliense      | 2020 | 2020   |
| Bandera de Brasil | Treze            | 2020 | 2020   |
| Bandera de Brasil | Vila Nova        | 2020 | 2021   |
| Bandera de Brasil | Londrina         | 2021 | 2021   |
| Bandera de Brasil | Paysandu         | 2022 | 2023   |
| Bandera de Brasil | Sampaio Correa   | 2023 | 2023   |
| Bandera de Brasil | Santo André      | 2024 | 2024   |
| Bandera de Brasil | Paysandu         | 2024 | Act.   |

## Palmarés

### Como futbolista
| Título              | Club     | Año  |
| ------------------- | -------- | ---- |
| Campeonato Paulista | Santos   | 1978 |
| Campeonato Paraense | Paysandu | 1981 |

### Como entrenador
| Título                       | Club        | Año  |
| ---------------------------- | ----------- | ---- |
| Campeonato Brasiliense       | Brasiliense | 2013 |
| Campeonato Brasileño Série C | Vila Nova   | 2015 |
| Campeonato Brasileño Série C | Vila Nova   | 2020 |
| Campeonato Paraense          | Remo        | 2019 |
| Copa Verde                   | Paysandu    | 2022 |